# مسابقات جهانی تنیس روی میز ۲۰۰۱

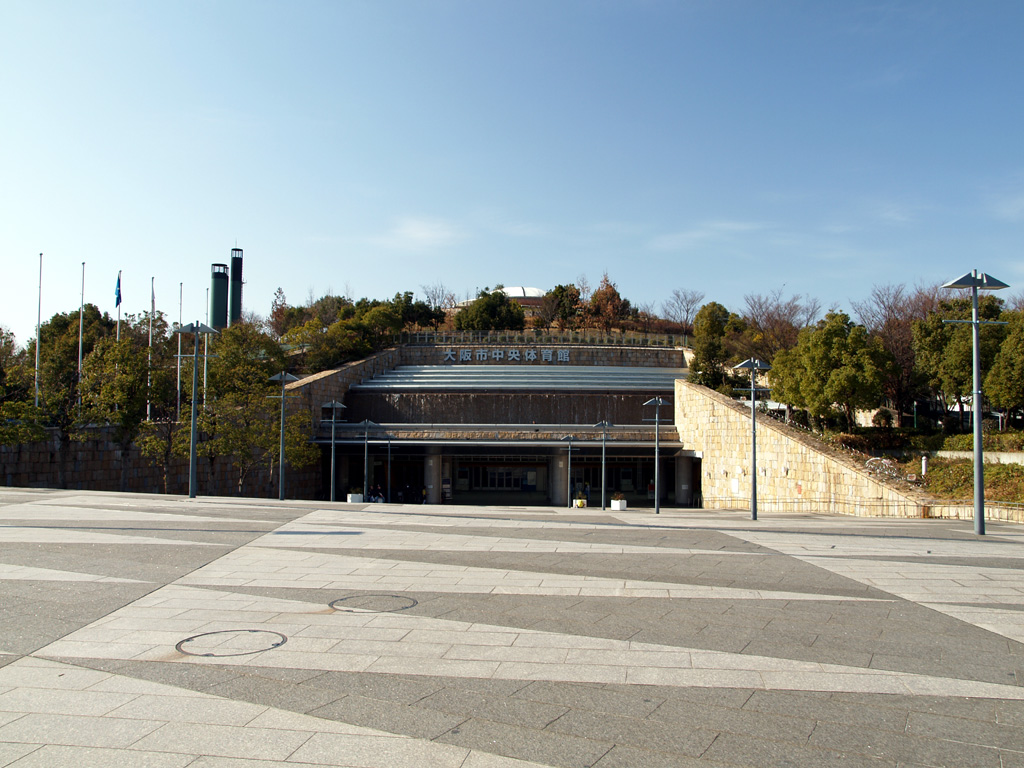
ورزشگاه مرکزی شهرداری اوزاکا

مسابقات جهانی تنیس روی میز ۲۰۰۱ (انگلیسی: 2001 World Table Tennis Championships) چهل و ششمین دوره مسابقات جهانی تنیس روی میز است که در شهر اوساکا، ژاپن برگزار شده است.
این مسابقات از ۲۳ آوریل تا ۶ مه ۲۰۰۱ در دو بخش تیمی و انفرادی انجام شده است.

## نتایج

### تیمی
| رویداد     | طلا                                                                  | نقره                                                                                    | برنز                                                                                   |
| تیمی مردان | چین · کونگ لینگوی · لیو گولیانگ · Liu Guozheng · ما لین · وانگ لیچین | بلژیک · Martin Bratanov · Marc Closset · Andras Podpinka · ژان-میشل سو · Philippe Saive | کرهٔ جنوبی · جو سائه-هیوک · کیم تیک-سو · Lee Chul-Seung · اوه سانگ-اون · ریو سئونگ-مین  |
| تیمی مردان | چین · کونگ لینگوی · لیو گولیانگ · Liu Guozheng · ما لین · وانگ لیچین | بلژیک · Martin Bratanov · Marc Closset · Andras Podpinka · ژان-میشل سو · Philippe Saive | سوئد · Fredrik Hakansson · پیتر کارلسون · Magnus Molin · یورگن پرسون · یان اووه والدنر |
| تیمی زنان  | چین · لی جو · Sun Jin · وانگ نان · Yang Ying · ژانگ یینینگ           | کرهٔ شمالی · کیم هیانگ-می · Kim Hyon-Hui · کیم می-یونگ · Kim Yun-Mi · Tu Jong-Sil        | ژاپن · Junko Haneyoshi · An Konishi · Yuka Nishii · Keiko Okazaki · Yoshie Takada      |
| تیمی زنان  | چین · لی جو · Sun Jin · وانگ نان · Yang Ying · ژانگ یینینگ           | کرهٔ شمالی · کیم هیانگ-می · Kim Hyon-Hui · کیم می-یونگ · Kim Yun-Mi · Tu Jong-Sil        | کرهٔ جنوبی · Jun Hye-Kyung · Kim Moo-Kyo · Lee Eun-Sil · Ryu Ji-Hae · Suk Eun-Mi        |

### انفرادی
| رویداد        | طلا                   | نقره                     | برنز                         |
| انفرادی مردان | وانگ لیچین            | کونگ لینگوی              | چیانگ پنگ-لونگ               |
| انفرادی مردان | وانگ لیچین            | کونگ لینگوی              | ما لین                       |
| انفرادی زنان  | وانگ نان              | لین لینگ                 | ژانگ یینینگ                  |
| انفرادی زنان  | وانگ نان              | لین لینگ                 | Kim Yun-Mi                   |
| دونفره مردان  | وانگ لیچین یان سان    | کونگ لینگوی لیو گولیانگ  | Chang Yen-shu چیانگ پنگ-لونگ |
| دونفره مردان  | وانگ لیچین یان سان    | کونگ لینگوی لیو گولیانگ  | کیم تیک-سو اوه سانگ-اون      |
| دونفره زنان   | لی جو وانگ نان        | Sun Jin Yang Ying        | Zhang Yingying ژانگ یینینگ   |
| دونفره زنان   | لی جو وانگ نان        | Sun Jin Yang Ying        | Mayu Kawagoe Akiko Takeda    |
| مختلط دونفره  | Qin Zhijian Yang Ying | اوه سانگ-اون Kim Moo-Kyo | لیو گولیانگ Sun Jin          |
| مختلط دونفره  | Qin Zhijian Yang Ying | اوه سانگ-اون Kim Moo-Kyo | Zhan Jian Bai Yang           |